# Ван Ройен, Адриан
Адриан ван Ройен (нидерл. Adriaan van Royen; 1704—1779) — нидерландский ботаник.

## Биография
Адриан ван Ройен родился 17 ноября 1704 года (согласно другим источникам, 11 сентября или 11 ноября или же в 1705 году) в Лейдене. Учился в Лейденском университете, в 1729 году получил степень доктора медицины.
С 1729 года Ройен преподавал в Лейденском университете, ещё через год стал директором местного ботанического сада. В 1732 году он был назначен профессором ботаники и медицины.
Во время пребывания в Лейдене Карла Линнея Ройен принимал участие в создании описаний некоторых родов растений для книг Genera plantarum и Corollarium generum plantarum. Книга Ройена Florae leydensis prodromus, изданная в 1740 году в восьми частях, была одной из первых, следовавших биноминальной номенклатуре Линнея.
В 1754 году Адриан ван Ройен ушёл с должности профессора ботаники и был заменён племянником Давидом ван Ройеном (1727—1799). Профессором медицины Адриан был до 1775 года.
28 февраля 1779 года Адриан ван Ройен скончался.

## Некоторые научные работы
- Royen, A. (1728). De anatome & oeconomia plantarum. 46 p.
- Royen, A. (1740). Florae leydensis prodromus. 538 p.

## Роды растений, названные в честь А. ван Ройена
- Royena L., 1753 [syn.  Diospyros L., 1753]